# François Ragolski
François Ragolski, né le 11 juillet 1987 à Digne-les-Bains est un pilote professionnel de parapente français. Il a gagné les Championnats du Monde de voltige en parapente en 2016. Dans son parcours compétitif, il a aussi fait du paramoteur. Parallèlement aux compétitions nationales et internationales, il met en place et participe à de nombreuses expéditions. Il est aussi moniteur diplômé de ski depuis 2009 et moniteur diplômé de parapente depuis 2012.
Il commence le parapente en 2005. Il fait un premier stage d'initiation avec l'école de parapente "A tire d'ailes" puis intègre le club de parapente dignois "Bléon'Ailes", auquel il est toujours adhérant.

## Parcours en parapente acrobatique
François Ragolski commence les compétitions internationales en 2009. En 2012, il est premier au ranking mondial en acrobatie solo. Ses lieux principaux d'entrainement sont les sites de vols d'Organya (en Espagne) pour l'acrobatie, et d'Iquique (au Chili) pour le vol de proximité. 

### Palmarès

#### Championnat du Monde[1]
| Année | Solo | Synchro (équipe de 2) |
| ----- | ---- | --------------------- |
| 2016  | 1er  | -                     |

#### Coupe du Monde[6]
| Année | Solo | Synchro (équipe de 2)   |
| ----- | ---- | ----------------------- |
| 2018  | 5e   | -                       |
| 2016  | 2e   | -                       |
| 2015  | 2e   | -                       |
| 2014  | 1er  | 1er avec Raul Rodriguez |
| 2013  | 3e   | 1er avec Tim Alongi     |
| 2012  | 3e   | -                       |
| 2011  | 4e   | 10e avec Veso Ovcharov  |
| 2010  | 8e   | 10e avec Veso Ovcharov  |
| 2009  | 16e  | -                       |

#### Championnat de France
| Année | Solo | Synchro (équipe de 2)     |
| ----- | ---- | ------------------------- |
| 2020  | 2e   | -                         |
| 2016  | 3e   | -                         |
| 2015  | 3e   | -                         |
| 2014  | 6e   | -                         |
| 2013  | 2e   | -                         |
| 2012  | 2e   |                           |
| 2010  | 4e   |                           |
| 2009  | 5e   | 4e avec Guillaume Galvani |